# Bombus occidentalis
Bombus occidentalis là một loài Hymenoptera trong họ Apidae. Loài này được Greene mô tả khoa học năm 1858.

## Hình ảnh

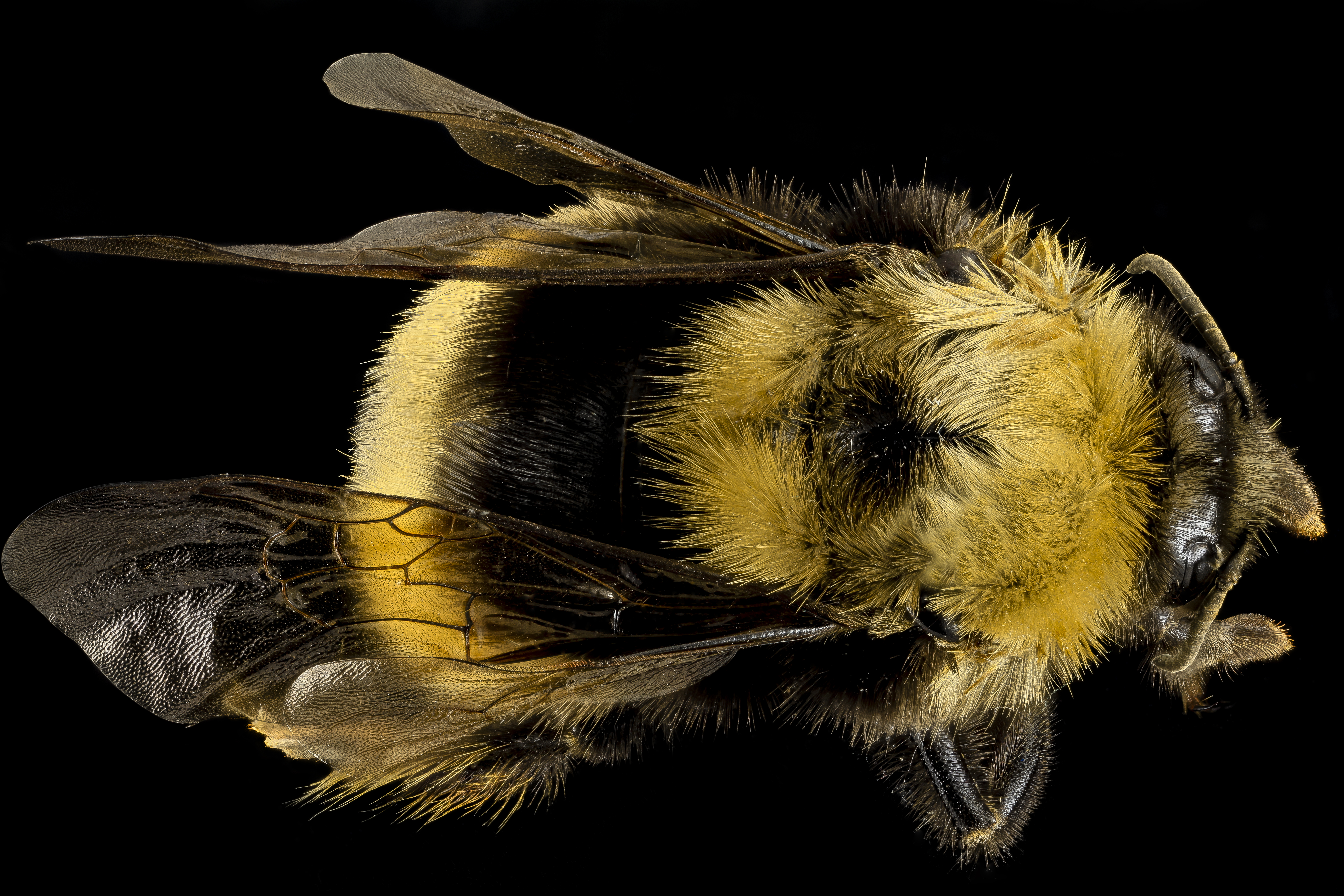
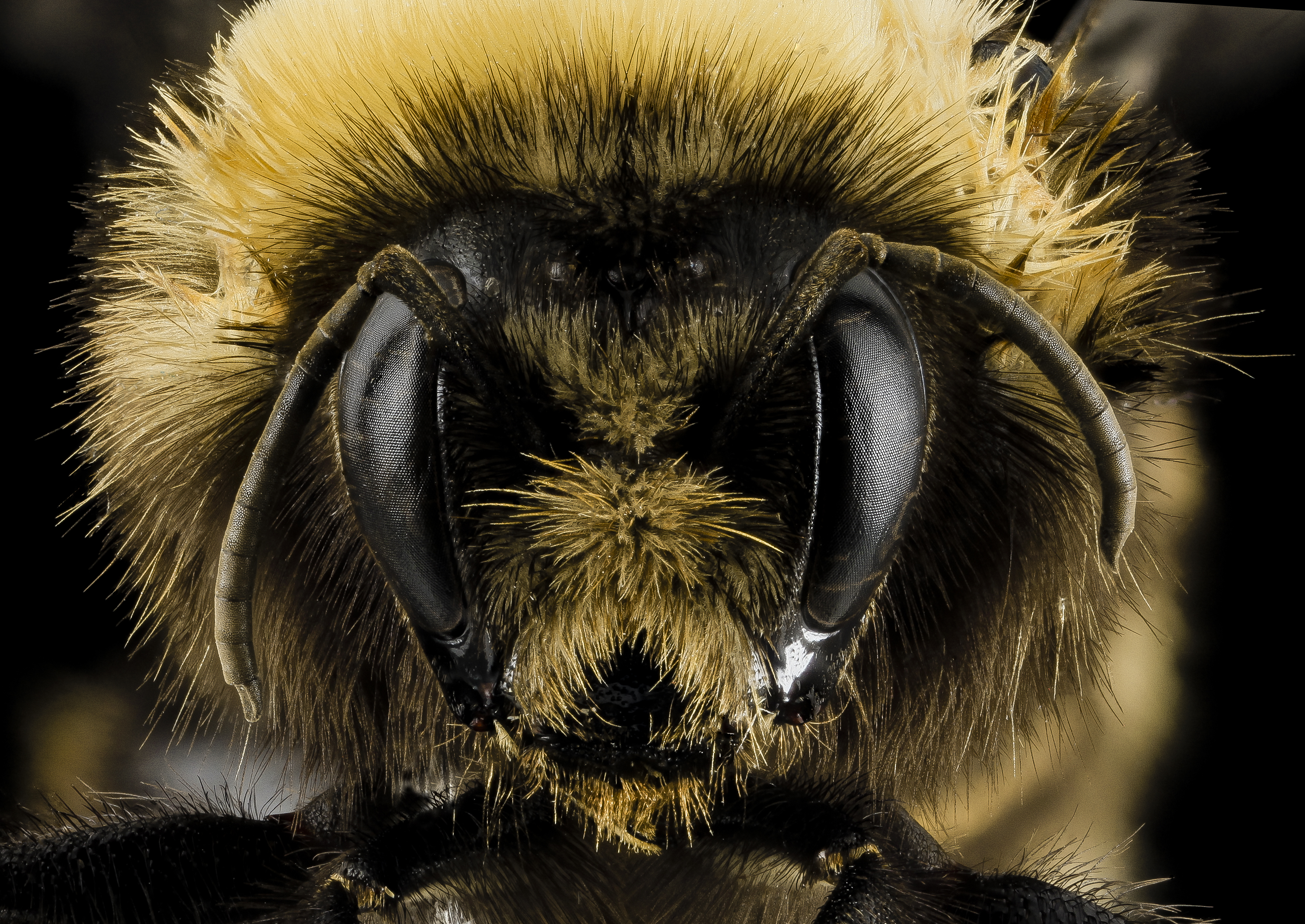
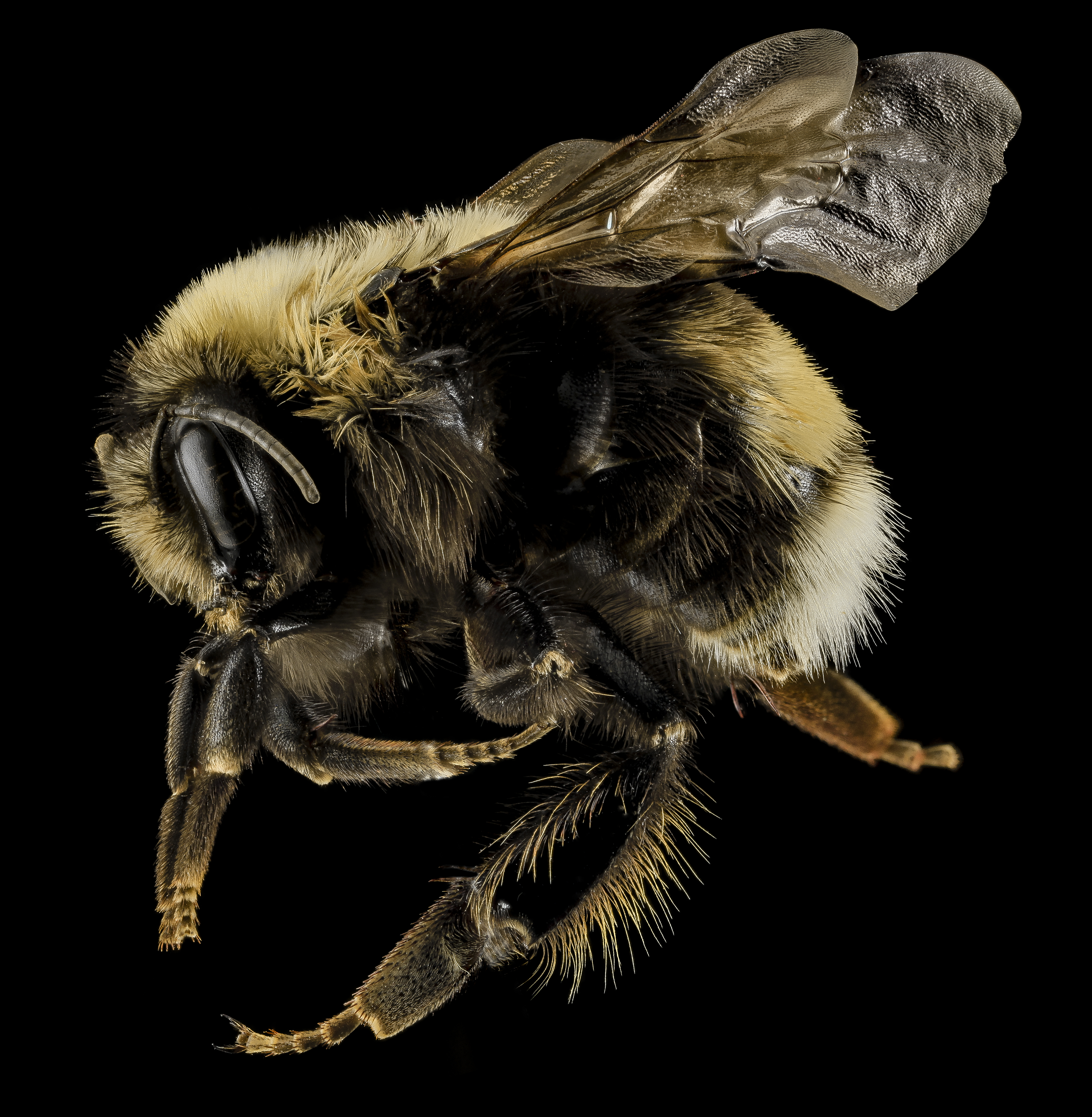